# Afrički marabu
Afrički marabu (marabu, lat. Leptoptilos crumenifer) je velika ptica iz porodice roda. Naseljava područje južno od Sahare često u blizini ljudskih naselja, posebice na odlagalištima otpada. Podnosi i vlažnu i suhu klimu. Zbog svog neobičnog, za mnoge odbojnog, izgleda marabu je stekao svakakve nadimke poput "ptice grobara" i neslužbenu titulu najružnije ptice na svijetu.[nedostaje izvor]

## Etimologija
Smatra se da riječ marabu potječe od arapske riječi murābit koja znači pustinjak.

## Opis
Marabu je najveći pripadnik porodice roda. Odrastao mužjak može biti visok čak 150 centimetara i težiti osam kilograma. Ženke su obično manje od mužjaka. Marabu ima veliki klinasti kljun dužine oko 30 cm. Iako je krupan odlično se snalazi u zraku zahvaljujući krilima raspona dva i pol metra. Može letjeti na visini od čak 4.000 metara. Leđa su mu crne boje a na prsima mu često vise čuperci bijelog perja. Noge su mu dugačke i gole. Glava i vrat su također ogoljeni i ružičaste su boje. Odraslima pticama s vrata visi ružičasta kesa koja se može napuhati. Njena točna biološka funkcija još nije poznata. Spolove je teško razlikovati. Mlade ptice prekrivene su smeđim perjem i imaju manje kljunove.

## Prehrana
Marabui su uglavnom strvinari. Njihov vrat i glava je gola kako bi lakše prodirali u tijelo mrtve životinje. Često su prekriveni krvlju zbog čega ih ljudi smatraju odbojnima. Međutim marabui baš kao i lešinari vrše ulogu čistača u ekosustavu tako što znatno ubrzavaju proces razgradnje mrtvih životinja. Kada su gladni ponekad ubijaju druge ptice kako bi došli do hrane. Često posjećuju i ljudska naselja te odlagališta otpada gdje tragaju komadiće mesa. Kada naiđu pak na strvinu svojim dugim kljunovima se koriste kao noževima kako bi isjekli meso i općenito svaki jestiv dio leša. Ipak kosti ostavljaju. Neprobavljive stvari koje progutaju marabui povrate.Marabue također privlače šumski požari jer tada lako mogu uloviti malene životinje koje bježe pred vatrom. Ponekad jedu i termite.